# Ephippiocarpa orientalis
Ephippiocarpa orientalis là một loài thực vật có hoa trong họ La bố ma. Loài này được (S.Moore) Markgr. mô tả khoa học đầu tiên năm 1923.